# Don Cornelius

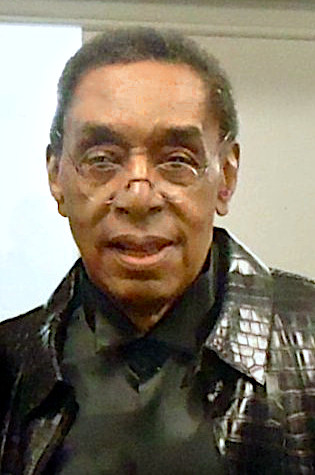
Don Cornelius beim 40. Jahrestag von Soul Train 2010

Donald Cortez „Don“ Cornelius (* 27. September 1936 in Chicago, Illinois; † 1. Februar 2012 in Sherman Oaks, Los Angeles) war ein US-amerikanischer Fernsehproduzent und Moderator.
Cornelius wurde durch die von ihm gegründete Varieteshow Soul Train bekannt, die er von 1971 bis 1993 leitete. Er wurde auf dem Hollywood Walk of Fame/Kategorie Fernsehen (7080 Hollywood Blvd) geehrt. Im Februar 2012 tötete er sich im Alter von 75 Jahren selbst.